# Кромпево
Кромпево (пол. Krąpiewo, нім. Rohrbeck) — село в Польщі, у гміні Короново Бидґозького повіту Куявсько-Поморського воєводства.
Населення — 246 осіб (2011).
У 1975-1998 роках село належало до Бидгощського воєводства.

## Демографія
Демографічна структура станом на 31 березня 2011 року:
|          | Загалом | Допрацездатний вік | Працездатний вік | Постпрацездатний вік |
| -------- | ------- | ------------------ | ---------------- | -------------------- |
| Чоловіки | 128     | 20                 | 91               | 17                   |
| Жінки    | 118     | 20                 | 64               | 34                   |
| Разом    | 246     | 40                 | 155              | 51                   |